# NBA Development League Impact Player of the Year Award
NBA Development League Impact Player of the Year Award – jest nagrodą NBA Development League (NBADL) przyznawaną corocznie zawodnikowi, który dołączył to zespołu już po rozpoczęciu sezonu i miał największy wpływ na losy swojej drużyny. Zaczęto ją przyznawać od rozgrywek 2007/08. 
Laureat jest wyłaniany drogą głosowania przez trenerów wszystkich zespołów ligi. Zwycięzca otrzymuje statuetkę w trakcie rozgrywek play-off. 
Pierwszym zdobywcą nagrody został Morris Almond, który jako gracz Utah Flash notował średnio  25,6 punktu, 3,6 zbiórki i 1.6 asysty. Żadnemu z zawodników nie udało się zdobyć jej dwukrotnie.

## Laureaci

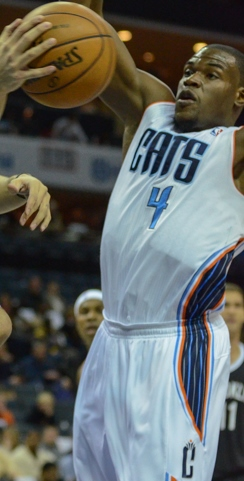
Jeff Adrien, triumfator z 2011 roku.

| Sezon   | Zawodnik      | Pozycja    | Nar.              | Zespół                   |
| ------- | ------------- | ---------- | ----------------- | ------------------------ |
| 2007/08 | Morris Almond | obrońca    | Stany Zjednoczone | Utah Flash               |
| 2008/09 | Eddie Gill    | obrońca    | Stany Zjednoczone | Colorado 14ers           |
| 2009/10 | Brian Butch   | środkowy   | Stany Zjednoczone | Bakersfield Jam          |
| 2010/11 | Jeff Adrien   | skrzydłowy | Stany Zjednoczone | Rio Grande Valley Vipers |
| 2011/12 | Eric Dawson   | skrzydłowy | Stany Zjednoczone | Austin Toros             |
| 2012/13 | Rasual Butler | skrzydłowy | Stany Zjednoczone | Tulsa 66ers              |
| 2013/14 | Ike Diogu     | skrzydłowy | Nigeria           | Bakersfield Jam          |
| 2014/15 | Jerel McNeal  | obrońca    | Stany Zjednoczone | Bakersfield Jam          |
| 2015/16 | Ryan Gomes    | obrońca    | Stany Zjednoczone | Los Angeles D-Fenders    |
| 2016/17 | John Holland  | obrońca    | /                 | Canton Charge            |